# Polytrauma
Polytrauma of meervoudig trauma zijn medische termen die de toestand beschrijven van een persoon die meerdere verwondingen heeft opgelopen, zoals een ernstig hoofdletsel naast een ernstige brandwond. De diagnose wordt gesteld met een Injury Severity Score (ISS) gelijk aan of groter dan 16.

## Oorzaken
De meeste gevallen van burgerlijke polytrauma's worden veroorzaakt door auto-ongelukken. Dit komt omdat auto-ongelukken vaak gebeuren met hoge snelheden, waardoor meerdere verwondingen ontstaan. Bij opname in het ziekenhuis zou elke traumapatiënt onmiddellijk een röntgendiagnose, genaamd traumaserie, moeten ondergaan van de halswervelkolom, borstkas en bekken om mogelijke levensbedreigende verwondingen vast te stellen. Voorbeelden hiervan zijn een gebroken nekwervel, een ernstig gebroken bekken of een hemothorax. Als dit eerste onderzoek is afgerond, kunnen röntgenfoto's van de ledematen worden gemaakt om mogelijke andere breuken te vast te stellen. Bij ernstig trauma is het ook vrij gebruikelijk dat de patiënt direct naar de CT of een operatiekamer worden gestuurd, als een spoedbehandeling nodig zou zijn.
Militaire polytrauma's zijn vaak het gevolg van ontploffingsverwondingen door zelfgemaakte explosieven of door een treffer van een raketgestuurde granaat: "Geïmproviseerde explosieven, ontploffingen, landmijnen en fragmenten zijn verantwoordelijk voor 65 procent van de gevechtsverwondingen [...]". De combinatie van hogedrukgolven, explosiefragmenten en vallend puin kan meerdere verwondingen veroorzaken, waaronder hersenletsel, verlies van ledematen, brandwonden, breuken, blindheid en gehoorverlies, waarbij 60 procent van de mensen die op deze manier gewond raken, enig mate van traumatisch hersenletsel hebben.
De vroegere fysieke capaciteiten van de meeste polytraumaslachtoffers herstellen nooit volledig, en ze zijn vatbaarder voor psychologische complicaties, zoals PTSS.